# Feins-en-Gâtinais
Feins-en-Gâtinais là một xã trong tỉnh Loiret, vùng Centre-Val de Loire bắc trung bộ nước Pháp. Xã này nằm ở khu vực có độ cao từ 150-179 mét trên mực nước biển.